# Donax punctatostriatus
Donax punctatostriatus is een tweekleppigensoort uit de familie van de Donacidae. De wetenschappelijke naam van de soort is voor het eerst geldig gepubliceerd in 1843 door Hanley.